# Henri Ey
Henri Marie Jean Louis Ey, larg cunoscut ca Henri Ey ([e:] – n. 10 august 1900, Banyuls-dels-Aspres, Languedoc-Roussillon, Franța – d. 7 noiembrie 1977, Banyuls-dels-Aspres, Languedoc-Roussillon, Franța, a fost medic, psihiatru, psihanalist și filozof francez, cunoscut pentru încercările sale de a apropia psihiatria și psihanaliza. Concepția sa asupra psihiatriei gravita în jurul conceptului de organodinamism.